# Base des Forces canadiennes Suffield
La base des Forces canadiennes (BFC) Suffield est la plus grande base des Forces canadiennes et la plus grande base d'entraînement du Commonwealth. La base est située 50 kilomètres au nord de Medicine Hat et 250 kilomètres au sud-est de Calgary. La base a sa propre station de radio, CKBF-FM, qui diffuse des programmes à destination des troupes canadiennes et britanniques stationnées sur la base. Elle occupe une superficie de 2 690 km2.

## Histoire
Les terres composant la BFC Suffield étaient connues sous le nom de Suffield Block et étaient seulement composées de quelques champs en raison du climat semi-aride. Quelques colons essayèrent de s'y installer, mais la plupart partirent pendant les sécheresses de 1920.
Suite la défaite de la bataille de France face à l'Allemagne nazie, l'armée britannique ne pouvait plus se servir du centre d'expérimentation semi‑permanent de Béni-Ounif en Algérie française et avait besoin d'un nouveau centre d'entraînement pour ses tests d'armes chimiques. En 1941, le gouvernement canadien expropria Suffield Block, achetant la majorité des terres du Canadien Pacifique et de la Compagnie de la Baie d'Hudson; 452 résidents furent déplacés, et dès 1942, les premiers tests commencèrent.
Les forces britanniques quittèrent Suffield en 1946, et le gouvernement du Canada transforma la base en centre de recherche dépendant d'une agence nommée depuis l'an 2000 Recherche et développement pour la défense Canada. Le Comité d'examen du programme de défense biologique et chimique formé en 1990 vérifie les activités liés à la guerre chimique.
Le 24 août 1971, le gouvernement du Canada ratifia un accord avec le gouvernement britannique qui autorisait les forces britanniques à utiliser une partie de la base pendant dix ans. En janvier 1972, British Army Training Unit Suffield fut établi et la première balle fut tirée par le 4th Royal Tank Regiment le 15 juillet 1972. Depuis, plusieurs unités canadiennes et britanniques s'entraînent sur la base, notamment les troupes blindées. Ce traité fut renouvelé plusieurs fois.
Le 19 juin 2003, 458 km2 de la base militaire ont été reconnus comme réserve nationale de faune au sein de la réserve nationale de faune de la base des Forces canadiennes Suffield.

## Unités
- RDDC Suffield (Recherche et développement pour la défense Canada)
- British Army Training Unit Suffield